# Gozd - Reka
Gozd - Reka je naselje v Občini Šmartno pri Litiji.
Vas v Posavskem hribovju sta sestavljali dve razloženi naselji Reka in Gozd nekako na višini 520 metrov. Reka se je razvila ob potoku Reka, Gozd pa nad njim na hribu Obolno (776 m). Vas je imela ob popisu leta 1991 131 prebivalcev, leta 2002 pa 143. Glavna usmeritev kmetij je živinoreja, ki pa jo kmetje dopolnijo z dopolnilno dejavnostjo ali službo v mestu. Okoliški gozdovi skrivajo bogastvo gozdnih plodov.
V središču je postaja kjer se zbira mladina in otroci čakajo na šolski avtobus. V vasi se že 4 leto odvija Reli Saturnus.
Na bližnjem hribu, kjer so nekoč lomili lehnjak, je kraška Šmicova jama. Starejši ljudje omenjajo tudi rudnik v gozdu, katerega vhod naj bi bil že zasut.
V Štrusovi kovačiji so nekdaj kovali orožje za boj proti Turkom in za kmečke upornike. Še vedno je ohranjenih nekaj kosov tega orožja.
V Gozdu - Reki je velik zbiralnik vode, z njo pa se oskrbujejo prebivalci Šmartnega pri Litiji in Litije.